# Bylandskab
Udviklingen i bylandskabet sker nogenlunde på samme måde i de fleste byer, fordi folk ønsker at bo i en moderne by, og derfor bliver en større by nødt til at holde trit med andre større byer for at kunne lokke boligkøbere til. Flere og flere mennesker flytter fra landet og ind til byerne, og det kalder man urbanisering. Danmark er gået fra at være et land, hvor stort set alle boede på landet, til at være et land, hvor størstedelen af befolkningen bor i byer og arbejder indenfor servicesektoren. Servicefunktioner kan også kaldes tertiære erhverv. De tertiære erhverv er den væsentligste grund til, at der bliver dannet byer, fordi et sted med flere servicefunktioner er det mere attraktivt.
I en stor by er der mange servicefunktioner, fordi oplandet er så stort. Dette betyder, at man i byer med stort opland kan have butikker med sjældentkøbsvarer og flere butikker med udvalgsvarer. Omvendt findes der i de små byer findes der stort set kun dagligvarebutikker, fordi det er for dyrt at have butikker med udvalgskøbsvarer og sjældentkøbsvarer i små byer med et lille opland.

## Tre former for bylandskab
Den første er cirkelmodellen. I cirkelmodellen er der et centrum, hvor der er dyrt at bo. Jo længere væk, man bor fra midten, jo billigere er det. Cirkelmodellen er bedst i ensartet terræn, for så er det nemmere hele tiden at bygge nye grunde.
Den anden er sektormodellen. Hvis terrænet ikke er ensartet, bliver byen højst sandsynligt bygget på sektormodellen. Det betyder, at man nærmest deler byen op i flere stykker, og der er mange forskellige attraktive steder for virksomheder og privatpersoner at bo.
Hvis en by så er rigtig stor, dannes der flere centrummer. Det er flerkernemodellen.

## Bylandskab i Danmark
Nogle af Danmarks største byer er opbygget således:
Omkring rådhuset og domkirken er bygningsværkerne fra omkring 1850, og det kaldes den gamle bykerne. Den næste del af byen, vi skal beskæftige os med, er boligkvartererne. Her er bygningerne fra 1850 til 1920. Lejlighederne er meget små, og pladsen er udnyttet optimalt. Tredje kvarter – og så kaldet ring tre – opstår i 1920 og bliver udbygget indtil ca. 1960. Den opstår, fordi byer vokser og nu får grønne arealer til rådighed. Der bygger man parcelhuse og boligblokke. Og endelig det fjerde område eller ring fire. I ring fire er bygningerne fra perioden efter 1960, og der bliver stadig bygget i dag.